# Какосфера
Какосфе́ра (др.-греч. κακός — «дурной, плохой» и σφαῖρα — «шар») — природная среда, изменённая деятельностью человека настолько, что в ней искажены природные связи и ограничена способность к восстановлению; область дисгармонично изменённой человеком биосферы.

## История возникновения понятия
Понятие предложил Г. А. Заварзин в 2003 году в своей статье «Антипод ноосферы».
В более широком смысле какосфера — область дисгармоничного развития в современном мире, область дурного, плохого, созданная человеком.
До Г. А. Заварзина термин «какосфера» эпизодически употреблялся советскими и российскими исследователями как достаточно неопределённое обозначение чего-то плохого, отрицательного, в биологии (Кузин Б. С.) как образ некой «сферы неразумия», под которой подразумевалось всё, созданное человеком, и в философской науке как «сфера зла, или какосфера внутри антропосферы».

## Г. А. Заварзин о какосфере
Какосфера — в первую очередь феномен в природной среде. Антропогенные воздействия привели к нарушению хода естественных процессов в природе, к исчезновению тысяч видов живых организмов, появлению в природной среде синтетических веществ, возникновению новых, невозможных ранее процессов. Вызвав эти нарушения, человек теперь вынужден постоянно устранять вредные и опасные последствия собственной деятельности, поскольку повреждённая человеком природная среда этого сделать в полном объёме уже (или в принципе) не может. Такая, созданная человеком новая среда обитания, существующая в противоречии с естественным течением природных процессов и враждебная и природе, и человеку, и есть какосфера.
Согласно Г. А. Заварзину, «Закономерности развития какосферы составляют отдельную область знания — какологию, связанную с санитарно-эпидемиологическим подходом, если брать человеческую составляющую, и с защитой природы от человека, если учитывать, что природа предоставляет „экологические услуги“, которыми обозначили жизнеобеспечивающие функции биосферы. Лишившись „экологических услуг“ биосферы, человечество вынуждено будет жить как бы в громадной подводной лодке с автономной системой жизнеобеспечения — техническом воплощении ноосферы в миниатюре.»
С другой стороны, какосфера существует и «в умах», она — часть культуры современного мира.
Разрушив природную среду и подменив её какосферой, человечество изменило и себя. «Болезни цивилизации», в том числе сердечно-сосудистые заболевания, онкологические и генетические заболевания, вызванные постоянным пребыванием в загрязненной среде, употреблением современных фармацевтических средств, потреблением некачественных продуктов питания, ожирение и другие болезни — тоже составляющие какосферы.
Постоянная потребность современного урбаниста в дополнительных стимуляторах, замена живого общения виртуальным, подмена искусства суррогатами шоу-бизнеса также могут быть отнесены к какосфере, являясь одними из составляющих деятельности человечества на планете и её результатов.
Г. А. Заварзин противопоставлял какосферу ноосфере: «Она отличается и от ноосферы. Область разума (ноосфера) характеризуется противоречивостью идей: здесь каждое новое положение вызывает свою антитезу и протестную психологическую установку. В результате сменяются доминанты в общественном сознании, и сфера разума находится в состоянии постоянной неустойчивости. Характерное время для смены доминант — десятилетие, за которое возникает и уходит в забвение мода. Срок этот обусловлен сменой поколений и их становлением. Поддержание умственной неустойчивости и противоречивого разнообразия идей обозначают как либерализм, исторически предшествующий фазе неустойчивости в существовании популяции.»
Если в естественных условиях доминантой является выживание вида, и каждый отдельный представитель вида, или особь, действует в соответствии с этой доминантой, то в какосфере эта природная приоритетность меняется на противоположную: «Внутри популяции „борьба за существование“, „выживание приспособленных“ привели к представлению о примате особи над популяцией. Отсюда развитие какократии — доминирование негодяев. Русское слово „негодяй“ означает человека негодного к общественным отношениям, а не просто неспособного к выполнению своих обязанностей, как можно подумать. Греческий термин „какократия“, предложенный академиком Б. В. Раушенбахом для периода „первоначального накопления капитала“ в России, означает правление скверных людей.»

## Многообразие какосферы
Проявления какосферы в современной жизни многообразны. «Какосфера захватывает литосферу — в ней возникают антропогенные геологические тела. Прежде всего это свалки вокруг крупных городов. Ещё более масштабный пример какосферы — горноперерабатывающая промышленность, отвалы которой достигают миллиардов тонн.»
«Верхняя граница какосферы выходит за пределы биосферы, о чём свидетельствует наличие „космического мусора“ в ближнем космосе.»
Какосфера имеет своё отражение и в социуме. Так, В. М. Лившиц пишет: «Породила какосфера и агрессивное поведение человека в невиданном ранее масштабе. Если в прежние времена преобладало агрессивное групповое поведение (армия), то теперь агрессия персонифицировалась до уровня отдельного террориста. Для своего спасения общество вынуждено будет всё сильнее ограничивать права всех граждан.»